# Tom Sawyer (2000)
Tom Sawyer is een Amerikaanse geanimeerde muzikale komische film uit 2000, geregisseerd door Paul Sabella en Phil Mendez. De film werd uitgebracht op 4 april 2000 als direct-naar-video en is geproduceerd door MGM Animation en in het buitenland geanimeerd door Wang Film Productions. Het is een bewerking van Mark Twains "De lotgevallen van Tom Sawyer" (The Adventures of Tom Sawyer), met een cast van antropomorfe dieren in plaats van mensen, net als Disney's Robin Hood. De stemmen van de personages worden ingesproken door zangers van countrymuziek.

## Rolverdeling
| Acteur                   | Personage               |
| ------------------------ | ----------------------- |
| Rhett Akins              | Tom Sawyer              |
| Mark Wills               | Huckleberry Finn        |
| Hynden Walch             | Becky Thatcher (spraak) |
| Lee Ann Womack           | Becky Thatcher (zang)   |
| Clea Lewis               | Amy Lawrence (spraak)   |
| Alecia Elliott           | Amy Lawrence (zang)     |
| Betty White              | tante Polly             |
| Dean Haglund             | Sid                     |
| Richard Kind             | Mr. Dobbins             |
| Hank Williams jr.        | Injurin 'Joe            |
| Kevin Michael Richardson | Injurin 'Joe            |
| Don Knotts               | Mutt Potter             |
| Waylon Jennings          | rechter Thatcher        |
| Dee Bradley Baker        | Rebel the Frog          |
| Pat Corley               | Sheriff McGee           |
| Marty Stuart             | dominee                 |
| Thom Adcox               | hulpsheriff Bean        |